# Atsushi Uchiyama
Atsushi Uchiyama (Prefettura di Shizuoka, 29 giugno 1959) è un allenatore di calcio ed ex calciatore giapponese, di ruolo centrocampista.

## Palmarès

### Giocatore

#### Competizioni nazionali
- Coppa dell'Imperatore: 1

Yamaha Motors: 1982